# عصير الكتب للنشر والتوزيع
عصير الكتب للنشر والتوزيع هي دار نشر مصرية تأسست عام 2014، وقد أصدرت الدار العديد من المنشورات الأدبية والكتب والروايات العربية، كما شاركت في العديد من معارض الكتاب المحلية والدولية.
وقد حصدت الدار على الكثير من الجوائز منها جائزة أفضل جناح في الدورة الـ51، لـمعرض القاهرة الدولي للكتاب 2020.

## مجالات الدار
تتنوع إصدارات الدار وتغطي موضوعات مختلفة على رأسها التاريخ، وقد أصدرت الدار أعمال متنوعة في مجالات مختلفة منها:
- الدراسات النقدية
- الكتب الدينية
- الشعر
- أدب الرحلات
- المجموعات القصصية
- الروايات (تاريخية - اجتماعية - خيالية - بوليسية - فلسفية - رعب نفسي).
- كتب الأطفال
- المقالات والخواطر
- التسويق

## الجوائز
- جائزة أفضل جناح لدار نشر ضمن جوائز معرض القاهرة الدولي للكتاب 2020.
- جائزة أفضل تجربة نشر شبابية طبقًا لاتحاد الناشرين المصريين في 2019.[4]